# Françoise Thom
Pour les articles homonymes, voir Thom.
Françoise Thom, née en 1951 à Strasbourg, est une historienne et soviétologue française, maître de conférences honoraire en histoire contemporaine à l'université Paris-Sorbonne. Spécialiste de la Russie postcommuniste, elle est l'auteur d'ouvrages d'analyse politique sur le pays et ses dirigeants.

## Biographie
Fille de René Thom, mathématicien connu pour sa théorie des catastrophes, lauréat de la médaille Fields, et de Suzanne Helmlinger, Françoise Thom est agrégée de russe. Elle vit trois ans[Quand ?] en Union soviétique, puis est professeur de russe dans l'enseignement secondaire à Ferney-Voltaire et à Calais. Elle est attachée de recherche à l'Institut français de polémologie. Elle soutient en 1983 une thèse intitulée La Langue de bois soviétique : description, rôle et fonctionnement, dirigée par Alain Besançon à l'École des hautes études en sciences sociales, puis elle est nommée maître de conférences en histoire contemporaine à l'université Paris-Sorbonne. Elle présente en 2011 un mémoire d'habilitation universitaire intitulé De l’URSS à la Russie (1929-2011). Politique intérieure, politique étrangère, les imbrications, dont Olivier Forcade est le garant, à l'université Paris-Sorbonne.

## Activités de recherche et éditoriales
Elle publie sa thèse dans un ouvrage intitulé La Langue de bois, en 1987,. Elle a également publié L'École des barbares, avec Isabelle Stal, en 1985, Le Moment Gorbatchev (1989) ou Les Fins du communisme (1994). En 1998, elle est coauteur, avec notamment Jean Foyer, Jacques Julliard et Jean-Pierre Thiollet, du livre La Pensée unique — Le vrai procès. Elle a recueilli, traduit, préfacé et annoté les mémoires et les analyses de Sergo Beria, fils de Lavrenti Beria, parus en 1999 sous le titre Beria, mon père : au cœur du pouvoir stalinien. En 2013, elle a enfin publié une biographie de Beria, sous le titre Beria. le Janus du Kremlin. En 2018, elle publie Comprendre le poutinisme, dans lequel elle rappelle l'ancienne appartenance de Vladimir Poutine au KGB et étudie la « propagande du pouvoir russe ».
Elle est membre du comité de rédaction du site européen d'analyses, Desk Russie fondé en 2021 permettant à des spécialistes de la Russie et de l’Europe (historien(ne)s, sociologues, journalistes, spécialistes de la géopolitique, hommes et femmes politiques, politologues, artistes [...]) de décrypter les tendances en cours dans la Russie contemporaine et les rapports avec son environnement géopolitique .
Elle analyse à ce titre l'idéologie russe visant à liquider la nation ukrainienne en œuvre au travers du texte publié sur le site de l'agence officielle d'informations, Ria Novotsia, par le philosophe Timofeï Sergeivetz, en avril 2022 intitulé « Que doit faire la Russie avec l'Ukraine ? ». Au travers d'une méthodique relecture et vérification, elle souligne qu'il s'agit de "la mise en œuvre d’une politique délibérée de rééducation par la terreur du peuple ukrainien" dont les premiers effets se retrouvent avec le massacre de Boutcha et l'instauration notamment de camps de filtration par les forces russes sur le sol ukrainien.
En mars 2022, elle remet également en perspective la stratégie du pouvoir russe sous la direction de Vladimir Poutine soulignant que « ses objectifs sont ceux de l’URSS : monter l’Europe contre les États-Unis, affaiblir l’OTAN, déchirer les États-Unis en querelles partisanes, diviser l’Union européenne » en s'efforçant « de détruire le soubassement de cet ordre, la solidarité européenne, le lien transatlantique, la confiance dans les institutions représentatives et la démocratie ».
En réaction à la guerre russo-ukrainienne, elle participe à la rédaction et à la publication en novembre 2022 de l'ouvrage collectif Le Livre noir de Vladimir Poutine codirigé par l'historienne Galia Ackerman spécialiste de l'URSS et l'historien spécialiste du communisme, Stéphane Courtois, avec des historiens, chercheurs et analystes (dont Cécile Vaissié, Andreï Kozovoï, et Yves Hamant) permettant de décrypter l'histoire, le parcours et l'idéologie du président russe.
En avril 2005, elle a épousé l'historien Guiorgui Mamoulia.

## Publications

### Ouvrages
- L'École des barbares, avec Isabelle Stal, Paris, Julliard, 1985
- La langue de bois, Paris, Julliard, 1987
- Le Moment Gorbatchev, Paris, Hachette, 1989
- Les fins du communisme, Paris, Critérion, 1994
- « Les Occidentaux devant la fin de l’Union soviétique », Commentaire, no 118,‎ février 2007, p. 373-382 (lire en ligne, consulté le 29 octobre 2019).
- Beria : Le Janus du Kremlin, Paris, Cerf, 2013 924 p.  (ISBN 978-2204101585)
- Goodbye Poutine : Union européenne, Russie, Ukraine ouvrage collectif sous la direction d'Hélène Blanc avec notamment Renata Lesnik et Françoise Thom, Ginkgo éditeur, 2015  (ISBN 978-2846792417)[13]
- Géopolitique de la Russie, avec Jean-Sylvestre Mongrenier, Paris, PUF, coll. « Que sais-je ? », 2016
- « Le parti russe en France », Commentaire,‎ février 2016, p. 432-436 (lire en ligne, consulté le 29 octobre 2019).
- Comprendre le poutinisme, Paris/Perpignan, Desclée De Brouwer, 2018, 240 p. (ISBN 978-2-220-09426-7).
- La Marche à rebours. Regards sur l’histoire soviétique et russe, Paris, Sorbonne Université Presses, coll. « Mondes contemporains », 2021, 724 p.  (ISBN 979-10-231-0686-2).
- Poutine ou l'obsession de la puissance, Litos, 2022, 248 p.

### Éditrice scientifique
- Sergo Beria, Beria, mon père : au cœur du pouvoir stalinien, Plon/Critérion, 1999, 448 p.  (ISBN 9782259190169)